# Schloss Böttstein
Das Schloss Böttstein ist ein Schloss im Kanton Aargau. Es steht am Rand des Dorfes Böttstein am linken Ufer der Aare.

## Geschichte

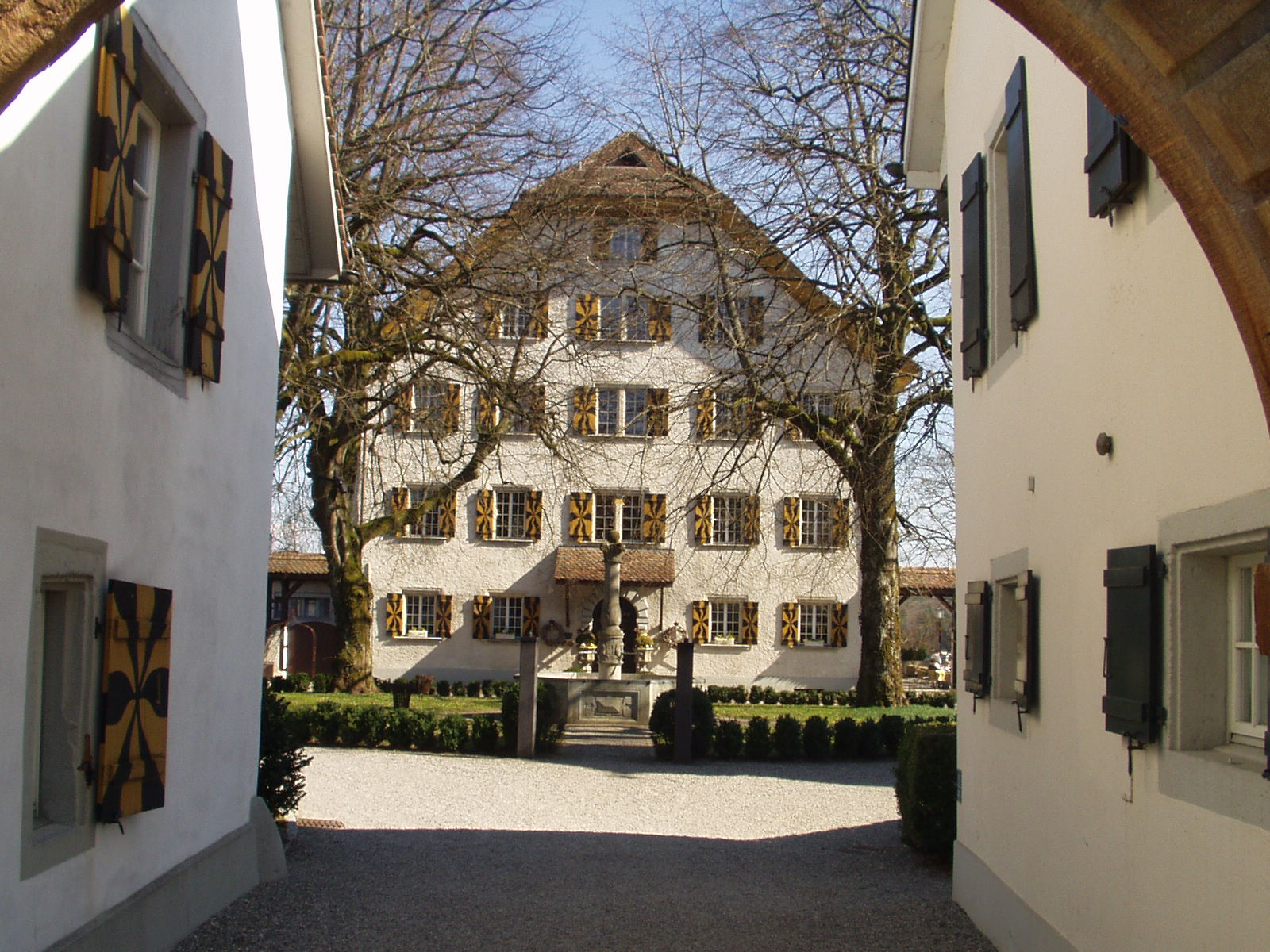
Blick in den Innenhof

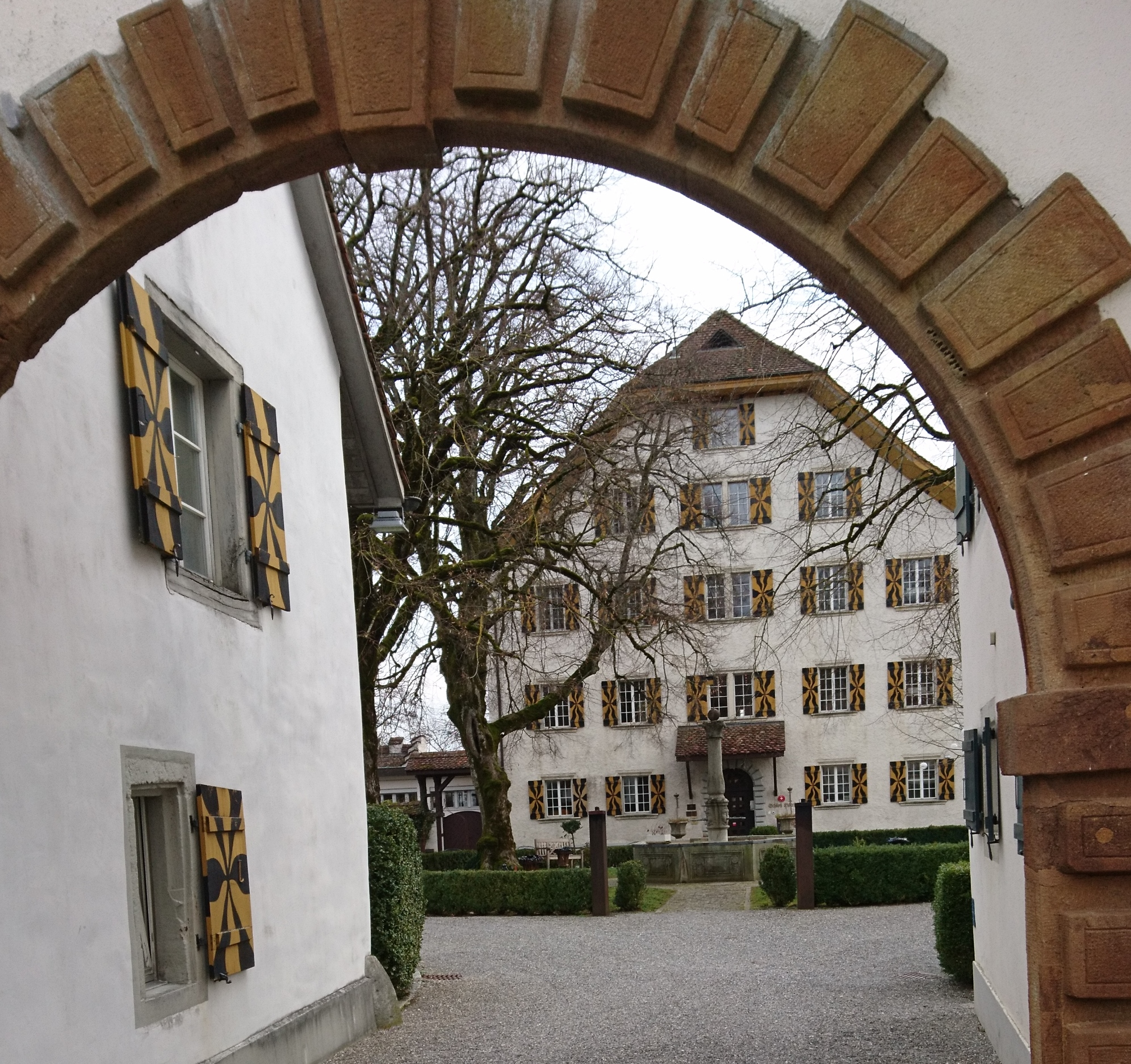
Eingang zu Schloss Böttstein

Vom 11. bis zum 13. Jahrhundert bewohnte das Adelsgeschlecht der Freiherren von Böttstein die Burg. 1218 übertrug der Ritter Luthold von Böttstein dem Edelknecht Mangold Chelhalda von Rheinfelden und seinen Söhnen Johannes und Mangold den Kirchensatz zu „Buckhein“ (Beuggen), den Wald Hardt und die neuen Matten als Lehen für eine Schuld, die sich wohl danach von Beuggen nannten. Danach gelangte Burg Böttstein mit dem dazugehörenden Grundbesitz, dem Kirchensatz zu Böttstein, an die Herren von Tiefenstein (Teufen). Hugo I., der älteste der drei Brüder von Tiefenstein, der mit Mechthild von Wart verheiratet war, verkaufte 1239 diesen Besitz den Johannitern in Bubikon. Am 5. Juni 1606 kauften die Brüder Johann Peter von Roll, Ritter, Hans Walther von Roll, Ritter St. Stephans Orden, und Junker Karl Emmanuel von Roll für 1.800 Gulden das Gemeindegebiet von Böttstein. Sie hatten von ihrem Vater 574.000 Gulden geerbt. 1615 bis 1617 erbauten sie anstelle der Burg die Schlossanlage mit Herrenhaus und Kapelle. Durch den Bau und den auch im Übrigen luxuriösen Lebensstil verminderte sich das ererbte Vermögen bis 1674 auf 35.000 Gulden. Danach kamen das Schloss und die Ländereien durch Heirat in den Besitz der Familie Schmid aus Uri.
Die von Schmid waren im Dorf sehr geachtet und beliebt, weil sie sich sehr um das Wohl der Bevölkerung sorgten und allen ein Auskommen sicherten. Es war damals die einzige Verdienstmöglichkeit, im Schloss als Knecht, Magd oder Tagelöhner zu arbeiten. Ein Knecht hatte einen Jahreslohn von 50 bis 60 Franken (2 Franken = 1 Gulden), eine Magd 30 bis 40 Franken, ein Tagelöhner 60 Rappen, wenn er daheim ass, und 30 Rappen, wenn er im Schloss verköstigt wurde. Das ganze Jahr hindurch wurden 30 bis 40 Leute beschäftigt.
Joseph von Schmid, als „Hauptmann von Schmid“ bekannt, zeichnete sich durch besonderen Fortschritt aus, indem er als erster weit herum die Wechselwirtschaft einführte. Dabei wurde er zum Gespött der Bauern, die für diese Bewirtschaftungsmethode kein Verständnis hatten. Als sie aber sahen, dass er statt der bisherigen sechs Kühe nun 22 Kühe halten konnte, verstummte die Kritik und seine Ratschläge wurden befolgt.
Bekanntester Schlossherr war National- und Ständerat Karl von Schmid.
Im Zuge der Errichtung des Kernkraftwerkes Beznau durch die NOK zwischen 1965 und 1972 richtete der technische Stab der NOK sich im Schloss ein. Danach wurde das Schloss zu einem Hotel mit Restaurant umgebaut, das 1974 eröffnete. Schloss und Kapelle stehen heute unter Denkmalschutz.